# Museum Batavialand
Museum Batavialand is een Nederlands museum in Lelystad dat zich richt op de maritieme geschiedenis en de ontstaansgeschiedenis van Flevoland. Het museum heeft een tentoonstellingsruimte waar over inpoldering en archeologie wordt verteld, de reconstructie van het VOC-schip Batavia en een scheepswerf waar historische scheepsbouwtechnieken worden gedemonstreerd.

## Geschiedenis
Het museum is ontstaan uit een fusie tussen de voormalige Bataviawerf en het Nieuw Land Erfgoedcentrum. Dit museum richt zich sindsdien op zowel de maritieme geschiedenis als de inpoldering en archeologie van Flevoland.